# Горлукович, Сергей Вадимович
Серге́й Вади́мович Горлуко́вич (род. 18 ноября 1961, Боруны, Гродненская область, Белорусская ССР) — советский и российский футболист, защитник. Олимпийский чемпион 1988 года в составе сборной СССР, четырёхкратный чемпион России (трижды — в составе московского «Спартака»).

## Игровая карьера

### Клубная
Воспитанник могилёвской СДЮСШОР-7. В Белоруссии играл в Могилёве, Гомеле и Минске.
В 1990 году подписал контракт с клубом «Боруссия» (Дортмунд). Поначалу тренер Хорст Кёппель не ставил игрока в основной состав, но после игры Горлуковича в товарищеском матче против Голландии, нашёл ему место на правом краю защиты. С того момента Горлукович стал одним из основных защитников дортмундцев.
По окончании сезона 1991/92 покинул «Боруссию», понимая, что не сможет выдержать конкуренцию за место в составе с высокооплачиваемыми легионерами клуба. Летом 1992 года куплен клубом «Байер 05» из Крефельда за 375 тыс. марок.
В России известен, прежде всего, по выступлениям за московские клубы «Локомотив» и «Спартак».

### В сборной
В сборной России (СССР, СНГ) — 38 матчей, 1 гол.
В сборную Горлуковича впервые вызвал ещё Валерий Лобановский, несмотря на возражения помощника Александра Петрашевского, который напоминал, что в Белорусской ССР Горлуковичу выписали пожизненную дисквалификацию за нарушение спортивного режима. Лобановский иронично назвал это «прохождением медных труб» и своё решение не отменил, но потребовал от Горлуковича бросить пить, напомнив, что датский центрфорвард Пребен Элькьер из-за пьянства разрушил себе карьеру.

## Стиль игры
Горлукович отличался большим авторитетом в «Спартаке», оказывая мощное психологическое воздействие на молодых игроков. По словам одноклубников, он любил выпить, однако при этом к каждому матчу готовился тщательно и выкладывался полностью во встречах. Он редко пробивал штрафные, однако делал это эффективно: в 1996 году в игре против «Ростсельмаша» его гол помог сравнять счёт и сохранить «Спартаку» шансы на чемпионство.

## Тренерская карьера
После завершения карьеры в 2003 году начал работать в селекционном отделе московского «Спартака». Затем недолго поработал тренером в раменском «Сатурне». Самостоятельную тренерскую деятельность начал в хабаровской «СКА-Энергии» в 2006 году, куда вернулся в 2010 году, после того как поработал главным тренером «Авангарда» и «Витязя». В 2010 году окончил 240-часовое обучение на тренерских курсах и получил лицензию Pro. Летом 2013 года возглавил иркутский «Байкал». В 2014 году был главным тренером ФК «Сочи».

## Достижения
- Олимпийский чемпион 1988 года
- Финалист Кубка России 1996
- Вице-чемпион Германии 1992
- Чемпион России 1995, 1996, 1997, 1998
- Обладатель Кубка России 1998

## Награды
- Кавалер ордена Почёта (1989)
- Заслуженный мастер спорта СССР (29.03.1989)